# Poglavnik
Riječ poglavnik je varijanta riječi poglavar ili poglavica. Prvi spomen te riječi nalazi se u rječniku Fausta Vrančića iz 1595. kao istoznačnica latinske riječi princeps. U povijesti se, do uspostave Ustaškog pokreta i NDH rijetko upotrebljavala. Tada je dobila značenje koje se ne nadovezuje ni na kakvu hrvatsku pravnu ili političku tradiciju.
Hrvatski enciklopedijski rječnik navodi:
1. rijetko, zauzeto značenje: poglavica, glavar.
2. povijesno: naslov vođe ustaškog pokreta u NDH.

Ante Pavelić nazvan je poglavnikom kada je osnovao Ustašku organizaciju u emigraciji u Italiji.